# Верхня Жемтала
Верхня Жемтала (рос. Верхняя Жемтала) — село у Черецькому районі Кабардино-Балкарії Російської Федерації.
Орган місцевого самоврядування — сільське поселення Верхня Жемтала. Населення становить 1614 осіб.

## Історія
Згідно із законом від 27 лютого 2005 року органом місцевого самоврядування є сільське поселення Верхня Жемтала.

## Населення
| 2002  | 2010  | 2012  | 2013  | 2014  | 2015  | 2016  |
| ----- | ----- | ----- | ----- | ----- | ----- | ----- |
| 1605  | ↗1614 | ↗1615 | ↘1614 | ↗1621 | ↗1622 | ↗1638 |
| 2017  | 2018  | 2019  | 2020  |       |       |       |
| ↗1650 | ↗1651 | ↗1668 | ↘1665 |       |       |       |